# Verzekeringsgeneeskunde
De verzekeringsgeneeskunde is een medisch specialisme dat zich heeft toegelegd op het gebied van arbeid en gezondheid met het oog op de sociale verzekeringswetgeving. Verzekeringsgeneeskunde wordt gezien als een vakgebied binnen de sociale geneeskunde.
Om een vierjarige opleiding verzekeringsgeneeskunde te volgen is een eerdere opleiding als basisarts nodig. Medisch specialisten in het vakgebied verzekeringsgeneeskunde worden verzekeringsarts of verzekeringsgeneeskundige genoemd.
De verzekeringsgeneeskunde geeft de medische basis voor een aantal verzekeringswetten: Wet op de arbeidsongeschiktheidsverzekering (WAO) Wet arbeidsongeschiktheidsvoorziening jonggehandicapten (Wajong), Wet werk en inkomen naar arbeidsvermogen (WIA) en de Wet arbeidsongeschiktheidsverzekering zelfstandigen (WAZ) die worden uitgevoerd door het Uitvoeringsinstituut Werknemersverzekeringen (UWV)
Het opstellen van een zogeheten functionele mogelijkhedenlijst (FML) is het domein van de verzekeringsgeneeskunde waarin zes categorieën beoordeeld worden:
1. persoonlijk functioneren;
2. sociaal functioneren;
3. aanpassing aan fysieke omgevingseisen;
4. dynamisch handelen;
5. statische houdingen;
6. werktijden.

Deze FML wordt door een arbeidsdeskundige gebruikt voor het zoeken naar functies die te vinden zijn op basis van de FML.